# ジェニファー・エリソン
ジェニファー・エリソン（Jennifer Ellison、1983年5月30日 - ）は、イギリスの女優、歌手、モデル、ダンサー。マージーサイド州リヴァプール出身。
ソープオペラ『Brookside』で演じた Emily Shadwick 役で知られる。近年は映画『オペラ座の怪人』でメグ役を演じたほか、相川七瀬『バイバイ。』をカバーしてイギリスでヒットさせた。